# 3294 Carlvesely
3294 Carlvesely este un asteroid din centura principală, descoperit pe 24 septembrie 1960, de PLS.